# Нахічеван Тепе
Нахічеван Тепе - стародавнє місто, розташоване в місті Нахічеван, Нахічеванська Автономна Республіка, Азербайджан.Місто розташоване на вершині природного пагорба в долині Нахічеванчай. Врегулювання датується принаймні ще 5000 до н. е. 

## Дослідження
Археологічні дослідження в Нахчіванської тепе під керівництвом Вели Бахшалієв Нахічеванська філія Національна академія наук Азербайджану почалися в 2017 році. Існування зв'язків між культурами Південний Кавказ та Близький Схід (включаючи Межиріччя) привертало увагу дослідників протягом багатьох років. Такі дослідники, як Р. М. Мунчаев, О. А. Абибуллаев,  І. Г. Нариманов, Т. І. Ахундов та ін. Говорили про поширення і поширенні культур з Близький Схід на Південний Кавказ. Хоча окремі знахідки підтверджують існування цих зв'язків, вони були підтверджені комплексом археологічних матеріалів, в тому числі з Нахічеван Тепе, для якої характерна Далма Тепе кераміка, культурне збори, яке було вперше знайдено на Південний Кавказі на місці. Перші поселенці Нахічеван Тепе використовували кімнати, які були частково вириті в землю і частково побудовані з глиняних цеглин. Такі кімнати були також виявлені при розкопках поселень Овчуляр Тепесі і Єні Йол. Деревне вугілля залишається рідкісним, незважаючи на рясні скупчення попелу. Це показує, що деревина дуже рідко використовувалася в якості палива. Більшість археологічних матеріалів з сайту - це кераміка і  обсидіану, але є також кілька інструментів. Рідкісні предмети включають точильний камінь, кремінну виріб і кістяний інструмент. Більшість інструментів - обсидіанові, включаючи кілька лез для серпів, які дають деяку інформацію про характер економіки. Кістки тварин показують, що жителі, як правило, займаються розведенням дрібної рогатої худоби. Полювання посідало незначне місце в економіці. Кістки коней та собак представлені на окремих прикладах.Ніяких ботанічних останків виявлено не було. У шарах поселення залишки вугілля незначні, і промивка залишків попелу з різних осередків не дала результатів. Археологи сподіваються, що цей вид досліджень в майбутньому розкриє інформацію про економіку Нахічеван Тепе.